# As-Sukba
As-Sukba (arab. الثقبة) – miasto we wschodniej Arabii Saudyjskiej, w Prowincji Wschodniej. Według spisu ludności na rok 2010 liczyło 238 066 mieszkańców.